# Elgin (Ohio)
Elgin es una villa ubicada en el condado de Van Wert en el estado estadounidense de Ohio. En el Censo de 2010 tenía una población de 57 habitantes y una densidad poblacional de 97,81 personas por km².

## Geografía
Elgin se encuentra ubicada en las coordenadas 40°44′33″N 84°28′34″O / 40.74250, -84.47611. Según la Oficina del Censo de los Estados Unidos, Elgin tiene una superficie total de 0.58 km², de la cual 0.58 km² corresponden a tierra firme y (0%) 0 km² es agua.

## Demografía
Según el censo de 2010, había 57 personas residiendo en Elgin. La densidad de población era de 97,81 hab./km². De los 57 habitantes, Elgin estaba compuesto por el 98.25% blancos, el 0% eran afroamericanos, el 0% eran amerindios, el 0% eran asiáticos, el 0% eran isleños del Pacífico, el 0% eran de otras razas y el 1.75% pertenecían a dos o más razas. Del total de la población el 0% eran hispanos o latinos de cualquier raza.